# 胡正言 (画家)
胡正言（约1584年—1674年），字曰從，号十竹主人，安徽休宁人，明末清初书画篆刻家、出版家。代表作为《十竹齋書畫譜》和《十竹齋箋譜》。

## 生平

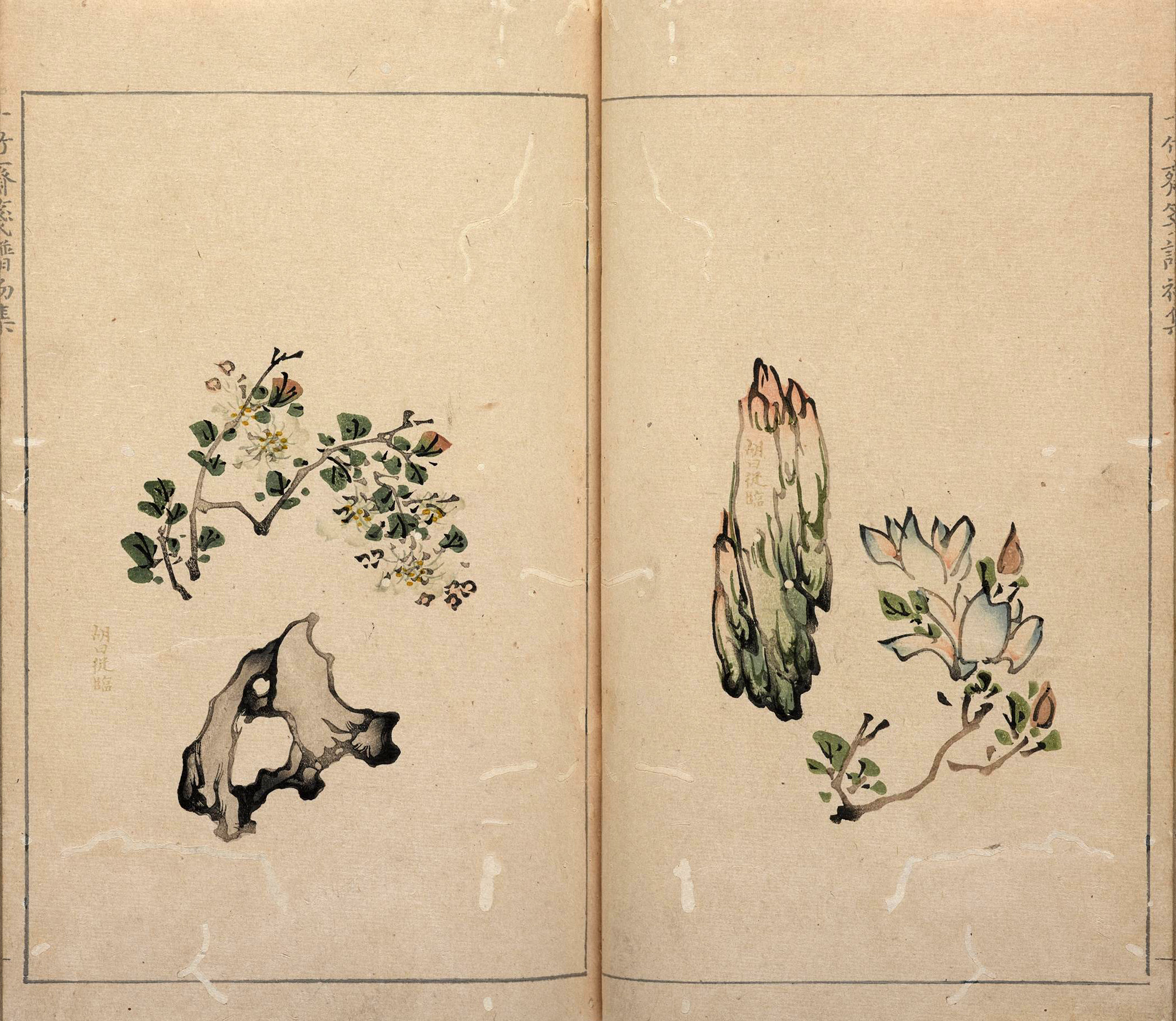
《十竹齋箋譜》画页，崇祯十七年版

萬曆十二年（1584年）甲申九月出生在今徽州休宁的一个世代业医的家庭，寄籍金陵上元县鸡笼山侧。
胡正言三十岁时来到六安霍山一带，他的父亲和兄长行医于那里。曾向李登學習。天启七年（1627）刻成木版《十竹斋书画谱》。崇祯十七年（1644）刻成《十竹斋笺谱》，以饾版拱花的精美制作工艺闻世。
顺治元年（1644年）經吕大器推荐，為南明福王镌刻尚宝诸玺，授武英殿中书舍人。次年辭歸，毕生致力於篆刻出版。因庭中植有竹十餘株，室名为十竹齋。
康熙十三年甲寅（1674年）卒，享壽九十一歲。
有子胡其朴、胡其毅。

## 篆刻作品舉例

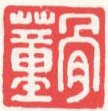
骨董
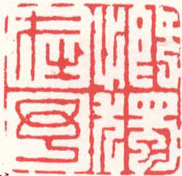
慨獨在予
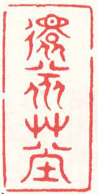
還遂草堂
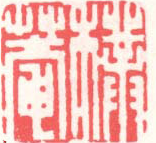
樸菴
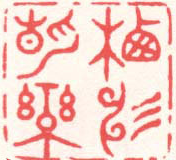
棲神靜樂
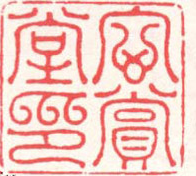
玄賞堂印